# شهسواران (اراک)
شهسواران (اراک)، روستایی از توابع بخش مرکزی شهرستان اراک در استان مرکزی ایران است.از نام های خانوادگی معروف این روستا می توان به عباسی، اسماعیلی،سوارانی، افشار، امینی، محمدبیگی و رضوی، نیکوخواه نام برد.

## جمعیت
این روستا در دهستان مشک‌آباد جا دارد و براساس سرشماری مرکز آمار ایران در  ۱۳۸۵، ۸۶۴ نفر (۲۵۴خانوار) جمعیت داشته است . در تاسوعای هرسال مراسم مذهبی مفصلی در این روستا برگزار می‌شود.